# Аличул Мухаммад
Аличул Магомед из Тинди (сентябрь 1809 года, Тинди— 1839) — северо-кавказский тиндинский военный деятель. Наиб имама Шамиля. Участник Кавказской войны. 

## Биография
Родился в ауле Тинди приблизительно в сентябре 1809 года. Был представителем бекского рода, его семья владела значительными земельными участками. Представители рода участвовали в Лекианобе, сопровождая нуцалов в их походах в Грузию.

#### Наиб Имама Шамиля
Аличул Мухаммад участвовал в работе съезда, на котором Шамиль стал имамом и был одним из тех, кто активно этому способствовал. Аличул развернул широкую организаторскую деятельность по расширению влияния имама и пополнения его армии. Как писал Мосульский, «Али Чула выставил к войскам Шамиля до 2 тыс. человек». 
В июне 1837 году Аличул Мухаммад вынудил отступить генерала Фези, который захватил Ашильта и хотел взять Ахульго
Аличул Мухаммад занял Карата, но русские подготовили усиленную экспедицию во главе с тем же генералом Фези. Русским удалось потеснить мюридов. Не помогла помощь имама Шамиля, который пытался прорваться к Аличулу. 
В русском документе пишут :

 Встретив таким образом при самом начале своего движения сильное сопротивление, г.-л. Фези не предвидел уже возможности с небольшим отрядом проникнуть в недра Нагорного Дагестана, на тот конец, чтобы, как сказано выше, избрать место для укрепления, а потому возвратился в Аварию, и, обеспечив продовольствием и запасами гарнизоны укреплений Хунзаха и Зирян, выступил 30 августа в Темир-Хан-Шуру.
Завязались переговоры и было заключено перемирие.

#### Смерть
Аличула Мухаммад умер в 1839 году.

## См.также
- Тинди